# Jan van den Tempel
Jan van den Tempel (Willemstad, 1 augustus 1877 – Amsterdam, 27 juni 1955) was een Nederlands politicus. Hij was lid van de Sociaal-Democratische Arbeiderspartij (SDAP) en minister van Sociale Zaken van 1939 tot 1945.

## Loopbaan
Jan van den Tempel begon zijn werkzame leven als schildersgezel in het bedrijf van zijn vader. Gedreven door zijn ambities verliet hij Willemstad en speelde hij vervolgens een rol in de vakbeweging. Hij werd actief in de Schildersgezellenbond, onderdeel van het revolutionaire Nationaal Arbeids-Secretariaat (NAS). In 1900 leidde hij een staking van duizend man.
Van den Tempel hevelde de Schildersgezellenbond over van het NAS naar het in 1906 opgerichte Nederlands Verbond van Vakverenigingen (NVV) onder leiding van Henri Polak. Zo was hij secretaris van het NVV van 1910 tot 1919. Ook zette hij zich tot een studie. Hij behaalde enkele m.o.-aktes (staatshuishoudkunde en staatsinrichting), studeerde in 1921 economie in Rotterdam en promoveerde in 1927 tot doctor in de handelswetenschappen. Van 1927 tot 1932 was hij lid van de gemeenteraad van Amsterdam. Hij werd een gezaghebbend theoreticus, maar gold als een droge spreker.
Van 1915 tot 1939 was hij lid van de Tweede Kamer voor de Sociaal-Democratische Arbeiderspartij (SDAP). In 1939 mocht de SDAP voor het eerst ministers leveren, en dat werden Van den Tempel en Johan Willem Albarda. Van den Tempel was minister van Sociale Zaken in het kabinet-De Geer II. In de meidagen van 1940 wist hij naar Engeland te ontkomen en gedurende de Tweede Wereldoorlog was hij in Londen minister van Sociale Zaken in de kabinetten Gerbrandy I en II. Zijn zwakke gezondheid dwong Van den Tempel kort na de oorlog om terug te treden uit de politiek. Hij overleed aan een maagzweer.
Van den Tempel was vader van Tweede Kamerlid Bas van den Tempel (1905-1992), Hoogleraar Arnold Jan van den Tempel en arts Geertje Aplonia van den Tempel.